# Атом (Рей Палмер)
Рей Палмер (англ. Ray Palmer) - вигаданий супергерой видавництва DC Comics, відомий під ім'ям Атом, вперше з'явився в Срібному столітті, в коміксі' 'Showcase' '№ 34 (вересень-жовтень 1961). Персонаж був названий на честь Реймонда Палмера. 

## Історія публікацій
Вперше Атом з'явився на сторінках Showcase № 34 (датований жовтнем 1961), випущеного попередником DC Comics, National Comics.  Піонер фендому коміксів Джеррі Бейлз, що підтримує листування з Джулиусом Шварцем, написав йому в грудні 1960-го року лист, в якому описав вдосконалену версію Ела Претт, Атома Золотого століття.  Бейлз і майбутній головний редактор Marvel Comics Рой Томас разом працювали над запропонованою версією, що наслідувала деякі елементи від іншого героя Золотого століття, Долл Мена компанії Quality Comics.  Гарднер Фокс, який став у підсумку сценаристом серії, написав Бейлз 1 січня 1961, сказавши, що Шварц передав його лист далі:
| Ліві лапки | ... тому пізніше я можу написати і дати вам знати, що (про це мовчок) комікс про Атома може вийти в наступному місяці або близько того. Я намагаюся приготувати деякі "нові" суперздатності для нього в ... Ваші власні пропозиції чудові і більш всього одне, про атомної компресії його тіла, яка стане основною особливістю "нового" Атома. Я бачив зразки малюнків того, як він буде виглядати. ... До теперішнього часу передбачається зробити його студентом коледжу, ніж вченим-експериментатором, як припускали ви. Це все розмови, майте на увазі - нічого певного. | Праві лапки |

Шварц написав Бейлз 6 січня, сказавши, що він вже планує нову версію Атома, в струмінь з новими версіями Флеша і Зеленого Ліхтаря, і вже попросив художника Гіла Кейна намалювати пару начерків.  Кейн, не знаючи про пропозиції Бейлза,  сказав, що він зробив «серію малюнків» на великій дошці, включаючи зображення нового Атома верхи на німецькій вівчарці і інше, на якому пістолет стріляє в Атома, який носить костюм, який в підсумку і з'явиться на ньому в коміксах, але без ременя.  Кейн, який жив у Джеріко, штат Нью Йорк, на Лонг-Айленд е, поїхав до Того Ніклосі, що жив неподалік, який розфарбував малюнки. Шварц, побачивши малюнки, додав ремінь, деталь, яку Кейн не хотів поміщати, оскільки «вона порушує лінії костюма.»  Шварц розповідав, що не хотів використовувати заново Атома Золотого століття, Ела Пратта, і, прочитавши про карликових зірках, вирішив, що фрагмент оной може заряджати енергією мінютіарізацію героя. Він також додав, що ранні історії про цей новий атомів Срібного століття писали він і Фокс.  Фокс сказав в 1979 році, «Я сумніваюся, що ідеї Бейлза і Томаса зробив дуже багато впливу, але ми весь час тримали їх ідеї при собі.» 
Своє громадянське ім'я, Рей Палмер, персонаж отримав на честь редактора науково-фантастичного журналу Реймонда Палмера. 

## Сили і здібності
Атом має здатність зменшувати розміри свого тіла до субатомного рівня, зберігаючи при цьому свою звичайну силу. Це було досягнуто за рахунок використання матерії білого карлика в його поясі. Спочатку йому доводилося маніпулювати своїми здібностями за допомогою пояса і пізніше за допомогою особливих рухів рукою і лише потім пояс був синхронізований з його мозковими хвилями. Атом єдиний герой всесвіту DC, який може контролювати своє тіло на молекулярному рівні на 100% (іншими прикладами такого контролю мають Пластичний людина і Баррі Аллен), що робить його більш могутнім, ніж його зображують зазвичай; його можливості обмежені лише його уявленням про свої сили. Як приклад, він продемонстрував здатність ковзати в повітрі, зменшивши свою масу (симулюючи політ, подібно Чудо-жінці), а збільшивши свою масу, він зміг пробити бетон. Він також продемонстрував здатність робити свій костюм невидимим за бажанням, зміщуючи атоми костюма між цим виміром та іншим.
Атом показав свою здатність використовувати телефонні лінії, щоб дістатися до місця призначення. При цьому він зменшує свій розмір до рівня фотонів і чіпляється за один з них, щоб переміститися разом з сигналом телефону до абонента на іншій стороні телефону.  
Серед найбільш вражаючих застосувань здібностей Атома були потрапляння в кров'яний потік Супермена, де вручну маніпулюючи атомами він створив криптоніт, а також розрядивши атоміческіе удар Ела Пратта, в той момент колишнього Чорним ліхтарем, і розірвав його тіло навпіл, збільшившись до нормальних розмірів в ньому. 
Під час подій Zero Hour Атом отримав здатність збільшувати свій розмір і свої здібності міг використовувати без пристрою на матерії білого карлика. Однак по закінченню цих подій ці здібності були втрачені.
Рей Палмер став членом племені Індиго під час Темні ночі і отримав світлове кільце, заряджене співчуття м і дарував йому здатність літати, створювати енергетичні конструкції силові поля. У нього також був посох, що давав йому здатність дублювати здатності інших носіїв кілець емоційного спектра.
Він також показав здатність зменшувати інших людей разом з собою, якщо ситуація того вимагає, наприклад він зменшив себе, Супермена, Флеша, Зеленого Ліхтаря, Чудо-жінку і Пластичного людини, щоб відновити зв'язки між сімома пошкодженими субатомними частками, а також зменшив себе, Сталь , Супергёрл і супербоя, щоб вилікувати Супермена від кріптонітовой пухлини. Однак ця його здатність є обмеженою - спочатку будь-який, крім нього, хто був зменшений, вибухне після двох хвилин, якщо не буде повернений до нормального розміру, хоча пізніше він став здатний збільшувати цей час приблизно до години.

## Інші версії

### The Dark Knight Strikes Again
Френк Міллер зробив Рея Палмера одним з головних героїв свого коміксу The Dark Knight Strikes Again. Він був узятий в ув'язнені Лекс Лютор, який змусив його жити в одній з його власних чашок Петрі на роки, поки його не врятувала Дівчинка-Кішка. Він став дуже важливою частиною плану зі звільнення Кандор, отримавши доступ до міста, ховаючись всередині Лари, дочки Супермена і Чудо-жінки. Коли вона вступила в битву з Брейніаком, він зміг проникнути в пляшку з містом, щоб розбити її зсередини і дозволити Кріптоніанцам отримати надздібності, щоб перемогти Брейніака.